# Frasier
Frasier je americký sitcom televizní stanice NBC, který byl v premiéře vysílán v letech 1993 až 2004. Jedná se o spin-off seriálu Na zdraví (Cheers), ze kterého pochází hlavní postava psychiatra Dr. Frasiera Cranea, jehož ztvárnil Kelsey Grammer.
Frasier získal rekordních 37 cen Emmy. Stal se tak jedním z nejúspěšnějších spin-off seriálů a zároveň jedním z nejlépe kriticky hodnocených komediálních seriálů v televizní historii.
Ačkoli se seriál odehrává v Seattlu ve Washingtonu, byla zde natočena pouze jediná jeho epizoda. Zbytek seriálu byl natočen ve studiích Paramount Pictures a v různých lokacích v okolí Los Angeles.

## Děj
Psychiatr Dr. Frasier Crane (Kelsey Grammer) se po rozvodu vrací z Bostonu, kde se odehrával předcházející seriál Cheers do svého rodného města Seattlu. Plány na staromládenecký život vezmou za své, když se rozhodne vzít k sobě svého otce Martina Cranea (John Mahoney), policistu, který musel jít do důchodu, protože byl ve službě postřelen a nyní kulhá. Spolu s otcem do bytu přijde i jeho pes Eddie, kterého Frasier nemá rád. Kvůli Martinovu zranění se do bytu nastěhuje také jeho nová fyzioterapeutka Daphne Moonová (Jane Leeves), která se zároveň stará o domácnost. Častým návštěvníkem bytu je také Frasierův bratr Niles (David Hyde Pierce). Ten se zamiluje do Daphne, což je jedním z hlavních témat celého seriálu (své city před ní ale tají až do poslední epizody sedmé řady).
Frasier má v rádiu KACL svůj vlastní pořad, kde jako psychiatr radí lidem v různých životních situacích. Jeho produkční je Roz Doyleová (Peri Gilpin) s bohatým milostným životem. Z Roz a Frasiera se časem stanou i přes rozdílný charakter blízcí přátelé.
Častou zápletkou seriálu jsou problémy mezi Frasierem, Nilesem a Martinem plynoucí z jejich odlišného třídního postavení. Zatímco intelektuální Frasier a Niles si potrpí na kulturní události, drahé restaurace, kvalitní vína apod., jejich otec raději navštěvuje normální hospody a pije pivo. Sourozenecká rivalita Frasiera a Nilese je také častým zdrojem komických situací. Seriál také sleduje Nilesův rozvod se svou přecitlivělou ženou Maris (ta se v seriálu ale nikdy fyzicky neobjeví), Frasierovo hledání lásky nebo snahu obou bratrů získat dobré postavení mezi seattleskou elitou. V seriálu se také pravidelně objevuje Frasierova bývalá žena Lilith (Bebe Neuwirth), také známá ze seriálu Cheers, se synem Frederickem.

## Spojitosti s Cheers
Mnoho hlavních postav ze seriálu Cheers se někdy objevilo také ve Frasierovi. Pravidelně se ale vracela, s výjimkou Frasiera Cranea, pouze Frasierova bývalá manželka Lilith Sterninová. John Mahoney a Peri Gilpin, kteří ve Frasierovi ztvárnili Martina Cranea a Roz Doyleovou, se ale zase dříve objevili v jiných rolích v Cheers.
Stejně jako manželka Norma Petersona z Cheers je Nilesova manželka Maris tzv. nikdy neviděnou postavou. Tento způsob je využit i u několika dalších menších postav.
V mnoha případech si Cheers a Frasier vzájemně odporují. O Frasierově matce se ve Frasierovi mluví vždy jako o citlivé, inteligentní ženě a výborné matce, ale v jedné epizodě Cheers vyhrožuje se zbraní v ruce Diane Chambersové, že ji zabije, pokud okamžitě neukončí vztah s jejím synem. V jedné epizodě Cheers Frasier říká svému příteli Samu Malonemu (Ted Danson), že jeho otec-vědec právě zemřel. Když se ve Frasierovi Sam a Frasierův otec potkávají, vysvětluje to Frasier tím, že se tehdy s otcem pohádali a on byl rozčílený.

## Obsazení
| Postava              | Herec             | Podrobnosti                                                                          |
| -------------------- | ----------------- | ------------------------------------------------------------------------------------ |
| Frasier Crane        | Kelsey Grammer    | hlavní postava seriálu, psychiatr, moderátor rozhlasového pořadu                     |
| Niles Crane          | David Hyde Pierce | Frasierův bratr, psychiatr se soukromou praxí                                        |
| Martin "Marty" Crane | John Mahoney      | Frasierův a Nilesův otec, policista ve výslužbě                                      |
| Daphne Moonová       | Jane Leeves       | anglická fyzioterapeutka najatá Frasierem, aby pomáhala Martinovi                    |
| Roz Doyleová         | Peri Gilpin       | produkční Frasierova rozhlasového pořadu, která se stane blízkou rodinnou přítelkyní |
| Eddie                | Moose/Enzo        | Martinův pes, Jack Russell teriér                                                    |

Kelsey Grammer byl za svou roli Frasiera krátce nejlépe placeným televizním hercem ve Spojených státech. Frasier Crane se stal (spolu s účinkováním v seriálu Cheers) postavou, která se objevovala v televizním primetime po nejdelší dobu. Později to ale překonaly hlavní postavy seriálu Simpsonovi, ale Frasier tento rekord stále drží pokud se započítávají pouze hrané postavy.
Původně neměl mít Frasier bratra, protože v Cheers předtím říkal, že je jedináček, ale herecké schopnosti Davida Hydea Pierce a jeho podobnost k mladému Grammerovi způsobily, že se objevila postava Nilese. Roz Doylovou měla původně hrát Lisa Kudrow, ale během zkoušek jí role nesedla, a tak byla obsazena Peri Gilpin.
Kromě hlavních postav se v seriálu objevovala celá řada dalších vedlejších postav. Mnoho z nich, např. Frasierova bývalá manželka Lilith, kterou ztvárnila Bebe Neuwirth, mělo svůj původ stejně jako Frasier Crane v seriálu Cheers. Další postavy se objevily v seriálu nově. Některé se pravidelně vracely, např. rozhlasoví moderátoři Bob "Bulldog" Briscoe (Dan Butler), Gil Chesterton (Edward Hibbert) a Julia Wilcoxová (Felicity Huffmanová), ředitel rádia Kenny Daly (Tom McGowan), Daphnin snoubenec Donny Douglas (Saul Rubinek) nebo Frasierova agentka Bebe Glazerová (Harriet Sansom Harris).